# Pandanus clandestinus
Pandanus clandestinus là một loài thực vật thuộc họ Pandanaceae. Đây là loài đặc hữu của New Caledonia.